# Округ Кошице II
Округ Кошице II (слч. Okres Košice II) округ је у Кошичком крају, у Словачкој Републици. Административно средиште округа је град Кошице.

## Географија
Налази се у централном дијелу Кошичког краја.
Граничи:
- на сјеверу је Округ Кошице I,
- источно Округ Кошице IV,
- јужно и западно Округ Кошице-околина.

Клима је умјерено континентална.

## Становништво
| Година:    | 1994.  | 2004.   | 2014.   | 2024.   |
| ---------- | ------ | ------- | ------- | ------- |
| Број људи: | 82 110 | 79 934  | 82 479  | 77 914  |
| Разлика:   |        | -2,65 % | +3,18 % | -5,53 % |

| Година:    | 2023.  | 2024.   |
| ---------- | ------ | ------- |
| Број људи: | 78 385 | 77 914  |
| Разлика:   |        | -0,60 % |

Према подацима о броју становника из 2011. године округ је имао 82.831 становника. Словаци чине 71,73% становништва.
| Етнички састав (2011)‍ | Етнички састав (2011)‍ | Етнички састав (2011)‍ | Етнички састав (2011)‍ | Етнички састав (2011)‍ |
| --------------------- | --------------------- | --------------------- | --------------------- | --------------------- |
|                       |                       |                       |                       |                       |
| Словаци               | Словаци               |                       | 0                     | 71,73%                |
| Роми                  | Роми                  |                       | 0                     | 4,45%                 |
| Мађари                | Мађари                |                       | 0                     | 2,37%                 |
| Рутени                | Рутени                |                       | 0                     | 0,71%                 |
| Чеси                  | Чеси                  |                       | 0                     | 0,69%                 |
| остали, непознато     | остали, непознато     |                       | 0                     | 20,05%                |

## Насеља
У округу се налази осам градских насеља.